# Richard Kapp
Richard Kapp, né le 9 octobre 1936 à Chicago (Illinois) et mort le 4 juin 2006 à Danbury (Connecticut), était un chef d'orchestre américain.

## Discographie sélective
- Marc-Antoine Charpentier, Concert pour 4 parties de violes H.545 ;
- Joseph Bodin de Boismortier, Don Quichotte chez la Duchesse (extraits) ;
- François Couperin, Pièces en concert, Nathan Stutch, violoncelle, Philharmonia Virtuosi of New York, Dir. Richard Kapp. LP Turnabout 1976.

## Distinctions
- Médaille d'or de la Renaissance française (2012)[1]